# CD79B
مجموعهٔ تمایزی 79B (انگلیسی: Cluster of differentiation 79B) یا «مولکول CD79 بتای وابسته به ایمونوگلوبولین» نام یک ژن و پروتئین در انسان است.
این پروتئین با بروز بیماری «آگلوبولینمی نوع ۶» (AGM6) در ارتباط است.